# アオツラサギ
アオツラサギ (青面鷺、学名：Pilherodius pileatus) は、ペンギン目サギ科に分類される鳥類の一種である。本種のみでアオツラサギ属を形成する。

## 分布
パナマ東部からボリビア、パラグアイ、ブラジル南部にかけて分布する。

## 形態
全長51-59cm。頭頂部は黒色、目の周囲と目先から嘴基部までは明るい青色（これが和名の由来である）である。それ以外の全身は白色で、背中と翼はやや灰色がかっている。後頭部に白色の冠羽がある。嘴は明るい青色で、先端部に近づくにつれて灰色をおびる。脚は雄が灰色、雌が青灰色である。
繁殖期には頸、胸、翼が淡い黄色をおびる。

## 生態
熱帯雨林、湿地や沼地、河川などに生息する。夜行性だが、薄暗い茂みの中では日中でも活動する。
魚類、両生類を捕食する。
樹上に営巣する。飼育下では1腹3-4個の卵を産み、抱卵期間は26-27日である。